# Антимонопольне законодавство в Європейському Союзі
У Європейському Союзі антимонопольне законодавство сприяє підтримці конкуренції в рамках Єдиного європейського ринку шляхом регулювання антиконкурентної поведінки компаній, щоб гарантувати, що вони не створюють картелів і монополій, які можуть завдати шкоди інтересам суспільства.
Сьогодні європейське законодавство про конкуренцію базується переважно на статтях 101–109 Договору про функціонування Європейського Союзу, а також на сукупності регламентів і директив. Чотири основні сфери політики включають:
- Картелі, синдикати й інші бізнес-об'єднання, що впливають на економіку ЄС (або, з 1994 року, Європейську економічну зону);
- Монополії, та механізм боротьби зі зловживаннями монополістів. Законодавство ЄС вважає монополістом учасника ринку, якому належить не менше 38 % ринку. В порівнянні, у США ця частка становить 60 %;
- Злиття, поглинання та спільні підприємства за участю держав, які контролюють певну кількість обороту в ЄС/ЄЕЗ.[1]
- Державна допомога, контроль прямої та непрямої допомоги, наданої державою-членом ЄС компанії.

Останній пункт є унікальним для європейського законодавства. Оскільки ЄС складається з незалежних держав, політика у сфері конкуренції та створення єдиного європейського ринку була неефективною, оскільки держави-члени мали можливість самостійно здійснювати фінансову допомогу підприємствам. Основним виконавчим органом влади, на які покладенні функції з виконання закону про конкуренцію Європейської спільноти є Європейська комісія та його структурний підрозділ — Генеральний директорат з конкуренції, хоча державна допомога в деяких секторах, таких як транспорт, регулюється іншими Генеральними директоратами.